# Ahmad Harun
Ahmad Muhammad Harun (eller Ahmad Muhammad Haroun) (født 1964) er guvernør i Sydkordofan, Sudan. Han har tidligere fungeret som indenrigsminister, og minister for humanitære forhold. Det at han er forhenværende minister for humanitære forhold, har ikke forhindret ham i at blive anklaget for forbrydelser mod menneskeheden og krigsforbrydelser. 
Chefanklageren ved Den Internationale Straffedomstol, Luis Moreno-Ocampo besluttede den 27. februar 2007 at der var grundlag for at anlægge sag mod Harun og Ali Kushayb. Det har imidlertid vist sig svært for det internationale samfund at få varetægtsfængslet Harun, idet han sjældent rejser udenfor Sudan. Sudans præsident, Omar al-Bashir (der i øvrigt selv er anklaget for folkedrab, forbrydelser mod menneskeheden og krigsforbrydelser ved samme domstol) har tilkendegivet at han ikke vil udlevere Ahmad Harun til retsforfølgning af det internationale samfund. 
Den meget sprængfarlige situation i Abyei-regionen, gjorde i første uge af 2011 at FN følte sig nødsaget til at flyve den krigsforbryderanklagede Harun til regionen, så denne kunne mediere mellem parterne. Den Internationale Straffedomstol, ICC er ikke FN-ledet, men har afgivet løfter om at samarbejde med ICC. Handlingen er bl.a. derfor blevet kritiseret for at være for pragmatisk.